# Lepisorus pygmaeus
Lepisorus pygmaeus là một loài dương xỉ trong họ Polypodiaceae. Loài này được Ching & Z.Y. Liu mô tả khoa học đầu tiên năm 1984.
Danh pháp khoa học của loài này chưa được làm sáng tỏ. 